# ماركوس باتلر
ماركوس باتلر (بالإنجليزية: Marcus Butler)‏ هو يوتيوبي ومؤلف بريطاني، ولد في 18 ديسمبر 1991 في شوريهام في المملكة المتحدة.

## وصلات خارجية
- الموقع الرسمي